# Debbie Watson
Deborah Kathleen Watson (Sídney, 28 de septiembre de 1965) es una jugadora internacional australiana de waterpolo.

## Biografía
Fue nombrada mejor jugadora internacional de waterpolo en 1993.
En 2008 fue incluida en el cuadro de honor del International Swimming Hall of Fame.

## Clubes
- Sydney University Lions ( Australia)

## Palmarés
Como jugadora en su selección
- Oro en los juegos olímpicos de Sídney 2000
- Oro en la copa del mundo FINA World Cup de Sydney 1995
- Plata en la copa del mundo FINA World Cup de 1991
- Oro en el campeonato del mundo de Madrid 1986
- Oro en la copa del mundo FINA World Cup de Irvine 1984
- Bronce en la copa del mundo FINA World Cup de 1983